# トミニアン圏
トミニアン圏（トミニアンけん、フランス語: Cercle de Tominian）は、マリ共和国の地方行政区画でサン州を構成する圏のひとつ。行政の中心地はトミニアンにおかれる。下級単位のコミューンは2009年時点で12団体あり、2009年の統計で人口は219,853人を数える。
2023年2月22日、行政区画再編によりセグー州からサン州に移管され、一部のコミューンが分離した。

## コミューン
トミニアン圏には2009年時点で以下のコミューンがある。2023年2月22日の行政区画再編により、ファンガッソ、マンディアキュイは単独の圏に昇格し、ティミッサ、マンフーネなどのコミューンも新しい圏に移管となった。
- ベネナ（fr:Bénéna）
- ディオラ（fr:Diora）
- ファンガッソ（fr:Fangasso）
- クーラ (トミニアン圏)（fr:Koula (Tominian)）
- ランフィアラ（fr:Lanfiala）
- マンフーネ（fr:Mafouné）
- マンディアキュイ（fr:Mandiakuy）
- ウーアン（fr:Ouan）
- サネキュイ（fr:Sanékuy）
- ティミッサ（fr:Timissa）
- トミニアン（fr:Tominian）
- ヤッソ（fr:Yasso）